# Spirobranchus oligotremus
Spirobranchus oligotremus är en ringmaskart som först beskrevs av Ian Rothwell Straughan 1967.  Spirobranchus oligotremus ingår i släktet Spirobranchus och familjen Serpulidae. Inga underarter finns listade i Catalogue of Life.